# Linje 4A
|  | Denne artikel omhandler buslinje 4A i København. For linjen med samme nummer i Aarhus, se A-bus (Aarhus). |
Linje 4A er en buslinje i København, der kører mellem Buddinge st. og Friheden st. Linjen er en del af Movias A-busnet og er udliciteret til Keolis Danmark, der driver linjen med Mercedes-Benz Citaro-busser fra sit garageanlæg ved Jernholmen på Avedøre Holme. Med ca. 7,2 mio. passagerer i 2024 er den en af de mest benyttede af Movias buslinjer. Linjen betjener Høje Gladsaxe, Nørrebro, Frederiksberg, Valby og Hvidovre.
Linje 4A blev oprettet mellem Svanemøllen st. og Lergravsparken st. 14. december 2003, hvor den erstattede linje 100S. I 2007 blev den omlagt til Femøren st., men den vendte tilbage til Lergravsparken st. i 2012. Ved samme lejlighed fik linjen desuden en afgrening til Ørestad st. Derudover var der flere omlægninger omkring Nørrebro st. i forbindelse med anlæggelsen af Cityringen. Efter at den åbnede i 2019, blev linjen lagt om, så den kom til at køre til Buddinge st. i stedet for til Svanemøllen st. og til Friheden st. i stedet for til Lergravsparken st. og Ørestad st.
Fra marts 2013 til april 2017 blev der gjort skiftende forsøg med ændret ind- og udstigning på linje 4A, så passagerer der havde kort eller billet i forvejen ikke behøvede at vise dem til chaufføren. Årsagen til forsøgene var et ønske om afkorte stoppestedsopholdene og dermed mindske rejsetiden. Forsøgene endte med, at der blev indført fri ind- og udstigning af alle døre på linjen fra 23. april 2017.

## Historie
Linje 4A blev oprettet sammen med linje 3A 14. december 2003 som den femte og sjette linje i det nye A-busnet, der etableredes i 2002-2003. Baggrunden for etableringen var anlæggelsen af den første metro i København, der gav store påvirkninger af busnettet. I den forbindelse valgte man at nytænke nettet med seks grundlæggende stambuslinjer med direkte linjeføringer og hyppig drift suppleret af et antal andre linjer. I de første planer fra 2000 var en de seks foreslåede stambuslinjer en linje med arbejdsnummeret S6 fra Svanemøllen st. via Nørrebro st., Valby st. og Sundbyvester Plads til Øresundsvej ved den senere Øresund st. Linjeføringen var næsten identisk med den hidtidige linje 100S og en stor del af linje 39, som begge blev erstattet af den nye linje.
I senere planer fra 2001 var linjen blevet afkortet fra Øresundsvej til Sundbyvester Plads, men ved den endelige etablering i 2003 valgte man alligevel at føre den nye linje, nu kendt som linje 4A, ad linje 100S' hidtidige rute ad Elbagade og Backersvej til Lergravsparken st. Det holdt sig de første år, indtil metroen blev udvidet med Østamagerbanen, hvorefter linje 4A blev omlagt fra Sundbyvester Plads ad Wibrandtsvej og Hedegårdsvej til den nye Femøren st. 30. september 2007. Den nye rute måtte dog justeres allerede 16. marts 2008, så der atter kørtes via Elbagade. Det skete dels for at undgå problemer med højresving fra Sundbyvester Plads til Wibrandtsvej og dels ønsker fra kunder om atter at betjene Amager Hospital, som linjen havde betjent før omlægningen til Femøren st.
I 2010 begyndte byggeriet af metroens Cityringen at give udfordringer omkring Nørrebro st., hvor en metrostation skulle anlægges under Folmer Bendtsens Plads ved siden af den eksisterende S-togsstation. Linje 4A havde her hidtil kørt ad Folmer Bendsens Plads – Lundtoftegade – Hillerødgade i begge retninger men 16. juli 2010 omlagdes den ad Nørrebrogade – Hillerødgade i retning mod Femøren st. og modsat ad Nordre Fasanvej – Nørrebrogade. 23. januar 2011 gik man dog over til en større omlægning i begge retninger ad Vermundsgade – Rovsingsgade – Tagensvej – Lygten – Nordre Fasanvej. Den nye omlægninger havde dog trafikale problemer så fra 6. november 2011 til 1. juli 2012 omlagdes linjen i stedet ad Lersø Parkallé - Jagtvej – Tagensvej – Lygten – Nordre Fasanvej. Efterfølgende vendte linjen dog atter tilbage til Vermundsgade og Rovsingsgade.
1. april 2012 bød på både omlægning og grendeling af linje 4A. Omlægningen bestod i, at linjen i stedet for at køre til Femøren st. omlagdes ad Backersvej til den gamle endestation ved Lergravsparken st. Samtidig blev linjen imidlertid også grendelt i dagtimerne, så de afgange, der hidtil havde endt ved Bella Center st., forlængedes ad Ørestads Boulevard til Ørestad st. med endestation på Kay Fiskers Plads. Her fik den så forbindelse til både Øresundsbanen og indkøbscentret Field's. På grenen til Lergravsparken st. blev Backersvej skiftet ud med Kastrupvej, da linje 4A byttede rute med linje 2A her 13. april 2014.
24. marts 2013 indførtes der drift døgnet rundt på de fleste københavnske A-buslinjer, heriblandt på linje 4A mellem Svanemøllen st. og Lergravsparken st. Denne strækning havde hidtil været stort set ubetjent om natten.
I forbindelse med det årlige BogForum i Bella Center 6.-8. november 2015 gennemførtes et lidt usædvanligt initiativ på linje 4A, hvor passagerer ved at vise en bog kunne køre gratis med til Bella Center. Samtidig gjorde DR linje 4A til en "bogbus" med plakater og en litteraturquiz. Søren Englund fra Movia begrundede initiativet med en bog som billet med at "Mange oplever, at tiden ikke slår til i hverdagen, og at det er småt med tid til fordybelse. Busturen er et kærkomment afbræk i en ellers travl hverdag, som du kan bruge til lige, hvad du vil. For eksempel at læse en bog."
2018 bød på et par længerevarende omlægninger. 18. februar blev linjen således omlagt ad Borgbjergsvej og Sydhavnsgade i stedet for at køre direkte ad Borgmester Christiansens Gade. Årsagen var anlæggelsen af Sydhavnsmetroen, herunder den nye Mozarts Plads Station. 23. april betød et flerårigt byggeri på Kay Fiskers Plads ved Ørestad st., at turene hertil kom til at køre i sløjfe ad Martha Christensens Vej - Ørestads Boulevard - Hannemanns Allé - Center Boulevard. Endestationen blev samtidig forlagt til Ørestads Boulevard ved Field's på den modsatte side af stationen.

### Forsøg med ændret indstigning
4. april 2011 indledtes et forsøg på linje 4A, hvor passagerer med kort eller billet også kunne stige ind ad bagdøren. Dette system benyttedes i forvejen i en del udenlandske byer, men i Danmark var standard indstigning foran hos chaufføren undtagen i bybusserne i Aarhus. Ved evalueringen i november 2012 kunne det konstateres, at der efter halvandet år stadig herskede lidt forvirring om det nye system blandt passagererne, men at de generelt havde taget det til sig. Det medførte kortere stop og dermed 5% kortere rejsetid, mens snydprocenten overraskende nok var uændret. På den baggrund anbefalede Movias bestyrelse, at konceptet skulle fortsættes og desuden udbredes til de øvrige A-buslinjer i København, noget som Københavns Kommunes økonomiforvaltning havde beregnet ville give en besparelse på 36 mio. kr. En reform af indstigningsforholdene ville tage et års tid, i det dog overvejedes, om man i stedet skulle have et system, hvor passagererne steg ind i midten og ud foran og bagi. Desuden skulle det overvejes, om systemet også skulle udbredes til resten af Movias busser.
3. marts 2013 ændredes forsøget med ind- og udstigning på linje 4A, så passagerne jf. ovenfor kom til at stige ind ad midterdørene og ud af for- og bagdøre. Passagerer der ønskede at købe billet skulle henvende sig til chaufføren umiddelbart efter indstigningen. Generelt anbefaledes det dog, at passagererne i forvejen havde billet eller kort, som de så til gengæld ikke behøvede at vise til chaufføren. Ved det efterfølgende udbud af linjen i 2014 bemærkede Movia, at passagererne havde taget positivt imod forsøget, og at stoppestedsopholdene var blevet kortere, men også at der var kommet flere gratister. Desuden var det et problem, at busserne oprindelig ikke var indrettet til indstigning ad midterdørene, så hvis forsøget skulle gøres permanent og udbredes til de øvrige A-buslinjer, skulle nye busser være forberedt på ændret ind- og udstigning.
Forsøget blev ikke umiddelbart udbredt til andre linjer. Imidlertid gik Movia fra 2015 i gang med arbejdet på at omdanne linje 5A til den højklassede linje 5C, der skulle betjenes af ledbusser med fri ind- og udstigning af alle døre, såkaldt "frit flow". 3. november 2016 besluttede Movias bestyrelse, at dette system også skulle indføres på linje 4A, hvilket skete samtidig med etableringen af linje 5C 23. april 2017. Ved omlægningen af busnettet i 2019 som beskrevet nedenfor blev konceptet med fri ind- og udstigning så udbredt til alle de københavnske A-buslinjer. Forventningen var at det kunne reducere rejsetiden og dermed det nødvendige antal busser i drift. Til gengæld ville det føre til flere gratister med deraf forøget behov for billetkontrol. Derudover skulle de hidtidige laventrébusser udskiftes med lavgulvsbusser med lavt gulve hele vejen igennem. Forsøgene på linje 4A havde nemlig netop vist, at laventrébusser ikke er velegnede til frit flow, idet de typisk kun har en enkelt dør bagi, hvor der ellers kan være mange passagerer.

### Nyt Bynet
29. september 2019 åbnede Metroselskabet metrostrækningen Cityringen. Det fik blandt andet betydning for linje 4A, der fik berøring med Cityringen ved Nørrebro st., ligesom flere andre stationer kom til at ligge i nærheden. Mange andre linjer blev også berørt, så derfor ændrede Movia det københavnske busnet 13. oktober 2019 til det, de kaldte for Nyt Bynet. Grundlaget for ændringerne blev skabt i forbindelse med udarbejdelse af Trafikplan 2016, der blev godkendt af Movias bestyrelse 23. februar 2017. Planerne blev efterfølgende mere konkrete med præsentationen af Nyt Bynet i januar 2018 med enkelte efterfølgende ændringer.
Nyt Bynet medførte et par kraftige omlægninger af linje 4A, idet den dog kom til at køre som hidtil mellem Toftegårds Plads og Nørrebro st. Fra Nørrebro st. blev den imidlertid omlagt ad Frederiksborgvej til Emdrup Torv til erstatning for den nedlagte linje 66, om end med en omvej via Bispebjerg Hospital. Fra Emdrup Torv fortsatte en del af busserne videre ad Gladsaxevej forbi Høje Gladsaxe til Buddinge st. Den hidtidige strækning fra Nørrebro st. til Svanemøllen st. overgik til en omlagt linje 12, da Cityringen reducerede behovet for busbetjening her.
Fra Toftegårds Plads blev linje 4A omlagt ad den ligeledes nedlagte linje 8A's rute ad Gammel Køge Landevej til Friheden st. Den hidtidige strækning fra Toftegårds Plads over Sjællandsbroen til Lergravsparken st. og Ørestad st. overgik til en ny linje 18. Det skulle ses i lyset af, at de to grene af linje 4A ikke havde den frekvens, der normalt forventedes af en A-buslinje. I de første planer var det ellers tanken, at en omlagt linje 9A skulle have overtaget strækningen over Sjællandsbroen til Ørestad st., men det blev senere droppet.
Et års tid efter, 12. november 2020, blev linje 4A omlagt øst om Nørrebro st., da afsluttede vejarbejder efter metrobyggeriet efter et årti atter gjorde det muligt at køre ad Folmer Bendtsens Plads i den ene retning. Så i stedet for at køre vest om stationen ad Nordre Fasanvej, kom linjen nu til at køre ad Nørrebrogade - > Folmer Bendtsens Plads >(/< Hyltebro <) - Lundtoftegade - Hillerødgade.
9. maj 2022 brød en bus på linje 4A i brand på Nordre Fasanvej ved Godthåbsvej. Chaufføren havde dog i forvejen lugtet røg fra taget og evakueret bussen, så ingen kom noget til. Derefter gik branden imidlertid i gang med meterhøje flammer og omfattende røgudvikling. Ilden blev slukket af Hovedstadens Beredskab efter 20 minutter, men da var bussen udbrændt. Facaden på en beboelsesejendom blev også påvirket, men beboerne selv slap med skrækken.

## Linjeføring
Linje 4A kører mellem Buddinge st. og Friheden st. Ved Buddinge st. har linjen endestation i en terminal ved stationen. Herfra køres ad Buddingevej til rundkørslen Gladsaxe Torv ved Buddinge Centret, en strækning der til 2025 vil være præget af letbanebyggeri. Så køres ad Gladsaxe Ringvej og videre ad Gladsaxevej, der bringer linjen forbi højhusene Høje Gladsaxe og Gladsaxe Stadion. For enden af vejen ved grænserne mellem Gladsaxe, Gentofte og Københavns Kommuner kommer linjen til Frederiksborgvej. Nogle hundrede meter mod syd ad denne ligger Emdrup Torv, hvor de busser der ikke kører helt til Buddinge st. har endestation. Der fortsættes ad Frederiksborgvej, men ved Bispebjerg Torv ved Bispebjerg Kirkegård drejes et kort stykke om ad Tagensvej, så linjen kan betjene Bispebjerg Hospital. Tuborgvej bringer linjen tilbage til Frederiksborgvej, og med denne går det så videre mod syd til Frederikssundsvej og Nørrebro st.
Ved Nørrebro st. køres under Ringbanen og ad Folmer Bendtsens Plads (Hyltebro i modsat retning). Derfra fortsættes ad Lundtoftegade og Hillerødgade. På Nordre Fasanvej kører linjen under Bispeengbuen og videre forbi Frederiksberg Hospital og Fasanvej st.. Ved krydset med Smallegade skifter gadenavnet til Søndre Fasanvej, og der fortsættes nu forbi Royal Copenhagen og op over Valby Bakke forbi Solbjerg Kirkegård, Frederiksberg Have, København Zoo og Søndermarken. Med Toftegårds Allé kommer linjen forbi Valby st. til Toftegårds Plads med Movias hovedsæde. Herfra fortsættes mod sydvest ad Gammel Køge Landevej forbi byudviklingsområdet Valby Maskinfabrik og Ny Ellebjerg st. og videre ligeud over Harrestrup Å og forbi Åmarken st. Til sidst tager vejen så et let sving under Køge Bugt-banen, før linjen når endestationen i busterminalen ved Friheden st.

## Fakta
- Linjeføring
  - Buddinge st. (< Klausdalbrovej <) – Buddingevej – Buddinge Torv – Gladsaxe Ringvej – Gladsaxevej – Frederiksborgvej – Emdrup Torv – Frederiksborgvej – Bispebjerg Torv – Tagensvej – Tuborgvej – Frederiksborgvej – Frederikssundsvej – Nørrebro st. – > Folmer Bendtsens Plads >(/< Nørrebrogade < Hyltebro <) – Lundtoftegade – Hillerødgade – Nordre Fasanvej – Søndre Fasanvej – Toftegårds Allé – Toftegårds Plads – Gammel Køge Landevej – Friheden st.[34]

- Overordnede linjevarianter
  - Buddinge st. - Friheden st.[34]
  - Emdrup Torv - Friheden st.[34]

- Vigtige knudepunkter
  - Buddinge st., Høje Gladsaxe, Emdrup Torv, Bispebjerg Hospital, Nørrebro st., Borups Allé, Godthåbsvej, Fasanvej st., Peter Bangs Vej, Roskildevej, Valby st., Toftegårds Plads, Ny Ellebjerg st., Åmarken st., Friheden st.

- Materiel
  - 26 13,1 m-busser af typen Mercedes-Benz Citaro O530LE MÜ[35]

| Entreprenør | Entreprenør                 |
| Fra         | Entreprenør, anlæg          |
| ----------- | --------------------------- |
| 14-12-2003  | Arriva Skandinavien, Ryvang |
| 13-12-2015  | Anchersen, Jernholmen       |
| 03-06-2025  | Keolis Danmark, Jernholmen  |

| År          | 2021      | 2022      | 2023      | 2024      |
| ----------- | --------- | --------- | --------- | --------- |
| Passagertal | 5.518.147 | 6.874.422 | 7.411.008 | 7.223.235 |

## Kronologisk oversigt
Nedenfor er der gjort rede for permanente og længerevarende ændringer af linjen, idet der dog er set bort fra stoppestedsændringer og omlægninger af få dages varighed.
| Rutehistorik                    | Rutehistorik |
| Dato/periode                    | Ændring |
| ------------------------------- | --- |
| 14-12-2003                      | Linje 4A oprettes ad følgende rute: Svanemøllen st. – Kildevældsgade (i modsat retning Bellmansgade – Edvard Griegs Gade – Borgervænget – Østerbrogade) – Vennemindevej – Nygårdsvej – Sankt Kjelds Plads – Sejrøgade – Haraldsgade – Hamletsgade – Mimersgade – Folmer Bendsens Plads – Lundtoftegade – Hillerødgade – Nordre Fasanvej – Søndre Fasanvej – Toftegårds Allé – Vigerslev Allé – Sjælør Boulevard – Borgmester Christiansens Gade – Mozarts Plads – Borgmester Christiansens Gade – Sydhavnsgade – Sjællandsbroen – Vejlands Allé – Center Boulevard – Center Østvej – Ørestads Boulevard – Vejlands Allé – Amagerbrogade – Sundbyvester Plads – Amagerbrogade – Elbagade – Italiensvej – Backersvej – Lergravsparken st. Mandag-fredag kører hver anden tur kun til Lyngbyvej om morgenen. Mandag-lørdag kører hver anden tur kun til Sjælør st. i dagtimerne. Enkelte turer kører kun til Toftegårds Plads. Linjen erstatter linje 39 og 100S, der nedlægges. |
| 22-08-2004                      | Ture der hidtil endte ved Lyngbyvej forlænges til Svanemøllen st., så alle nu ender der. Ture der endte ved Sjælør st. forlænges til Mozarts Plads. |
| 11-07-2007 - 18-09-2007         | Omlægges ad Elbagade - Kastrupvej - Øresundsvej. Omlægningen skyldes fjernvarmearbejde. |
| 30-09-2007                      | Omlægges fra Sundbyvester Plads så der i stedet for at køres til Lergravsparken st. køres ad Wibrandtsvej – Kastrupvej – Hedegårdsvej til ny endestation ved Femøren st. |
| 16-03-2008                      | Omlægges fra Sundbyvester Plads ad Amagerbrogade – Elbagade – Kastrupvej og videre ad sædvanlig rute. Omlægningen sker dels for at undgå problemer med højresving fra Sundbyvester Plads til Wibrandtsvej og dels ønsker fra kunder om atter at betjene Amager Hospital. |
| 05-04-2009                      | De korte vognløb mellem Svanemøllen st. og Mozarts Plads forlænges til Bella Center st. med sløjfe ad Vejlands Allé - Ørestads Boulevard - parkeringspladsen - Center Boulevard. Ændringer sker for at forstærke betjeningen af arbejdspladserne omkring Sluseholmen og for at forbedre forbindelsen mellem Sydvestkvarteret og metroen. |
| 01-07-2010 – ca. 16-05-2011     | Omlægges pga. hotelbyggeri ved Bella Center ad Vejlands Allé – Ørestads Boulevard med vending ved Bella Center Øst. |
| 16-07-2010                      | Omlægges på grund af anlæggelse af metrocityringen på Folmer Bendtsens Plads fra Mimersgade ad Nørrebrogade – Hillerødgade – Nordre Fasanvej og videre ad normal rute. I retning mod Svanemøllen st. køres ad Nordre Fasanvej – Nørrebrogade – Mimersgade. |
| 23-01-2011                      | Omlægningen fra 16-07-2010 erstattes af ny omlægning i begge retninger fra Haraldsgade ad Vermundsgade – Rovsingsgade – Tagensvej – Lygten – Nordre Fasanvej. |
| 04-04-2011                      | Der indledes et forsøg, hvor passagererne med billet eller kort på linje 4A kan stige ind ad bagdøren og ikke kun foran. Forsøget der ikke omfatter andre linjer var oprindelig tænkt som etårigt men fortsatte til 3. marts 2013. |
| 06-11-2011 - 01-07-2012         | Omlægges på grund af trafikale problemer i begge retninger fra Haraldsgade ad Lersø Parkalle – Jagtvej – Tagensvej. Der stoppes ikke på den omlagte strækning. |
| 01-04-2012                      | Afgange til Bella Center st. omlægges og forlænges til Ørestad st. i dagtimerne idet der fra Vejlands Alle køres ad Center Boulevard – Center Østvej – Bella Center st. – Ørestads Boulevard – Arne Jacobsens Allé – Kay Fiskers Plads til Ørestad st. Hidtidige afgange til Femøren st. omlægges fra Sundbyvester Plads ad Wibrandtsvej – Backersvej til ny endestation ved Lergravsparken st. |
| 27-11-2012 - 26-01-2012         | Ture til Ørestad st. afkortes til Bella Center st. Afkortningen skyldes vejarbejde på Arne Jacobsens Allé. |
| 03-03-2013                      | Forsøget med ind- og udstigning ændres, så der fremover stiges ind ad midterdørene og ud af for- og bagdøre. |
| 24-03-2013                      | Der indføres natdrift, så der fremover køres hele døgnet hele ugen, idet der dog kun køres hver time mellem Bella Center st. og Lergravsparken st. og ikke mellem Bella Center st. og Ørestad st. |
| 13-04-2014                      | Omlægges i begge retninger fra Wibrandtsvej ad Kastrupvej - Øresundsvej til endestationen ved Lergravsparken st. |
| 29-06-2015 - 22-02-2016         | Omlægges i retning mod Svanemøllen ad Lersø Parkalle - Jagtvej - Lyngbyvej. Omlægningen skyldes at Haraldsgade ensrettes mellem Lyngbyvej og Lersø Parkalle i forbindelse med vejarbejde. Fra 2. november til 12. december 2015 gælder omlægningen i begge retninger. |
| 23-04-2017                      | Der indføres fri ind- og udstigning af alle døre på linjens busser. |
| 18-02-2018                      | Omlægges ad > Louis Pios Gade > Sigvald Olsens Gade >(/< Borgmester Christiansens Gade < Mozarts Plads <) - Borgbjergsvej - Sydhavnsgade. Omlægningen skyldes metrobyggeri ved Mozarts Plads. |
| 23-04-2018                      | Grenen til Ørestad st. omlægges, så der køres i sløjfe ad Martha Christensens Vej - Ørestads Boulevard - Hannemanns Allé - Center Boulevard med endestationsophold på Ørestads Boulevard ved Field's. Omlægningen skyldes byggeri på Kay Fiskers Plads. |
| 08-04-2019 - ca. 28-06-2019     | Omlægges i retning mod Svanemøllen ad Kildevældsgade i stedet for ad Bellmansgade. Omlægningen skyldes vejarbejde. |
| 13-10-2019                      | I forbindelse med åbningen af Cityringen og indførelsen af Nyt Bynet omlægges linjen. Fra Nørrebro st. køres ad Frederikssundsvej - Frederiksborgvej - Tuborgvej - Tagensvej - Bispebjerg Torv - Frederiksborgvej - Emdrup Torv - Frederiksborgvej - Gladsaxevej - Gladsaxe Ringvej - Buddinge Torv - Buddingevej (> Klausdalsbrovej >) til ny endestation ved Buddinge st. Strækningen mellem Emdrup Torv og Buddinge st. betjenes kun af nogle afgange. Strækningen fra Nørrebro st. til Svanemøllen st. overgår til linje 12. Fra Toftegårds Plads omlægges linjen ad Gammel Køge Landevej til Friheden st. Strækningen fra Toftegårds Plads til Lergravsparken st. og Ørestad st. overgår til linje 18. |
| 04-05-2020 - ca. 03-01-2021     | Omlægges ved Buddinge st. så der fra Buddingevej køres til midlertidig endestation på Klausdalsbrovej og retur videre ad denne og Buddinge Hovedgade. Omlægningen skyldes anlæggelse af letbane. |
| 09-08-2020 - ca. 12-11-2020     | Omlægges ad Tagensvej - Lygten på grund af vejarbejde. |
| 12-11-2020                      | Omlægges ved Nørrebro st. så der i stedet for ad Nordre Fasanvej køres ad Nørrebrogade - > Folmer Bendtsens Plads >(/< Hyltebro <) - Lundtoftegade - Hillerødgade. |
| 07-07-2022 - ca. 23-10-2022     | Omlægges i retning mod Buddinge st. ad Gl. Jernbanevej - Valby Langgade. Omlægningen skyldes vejarbejde og ensretning af Toftegårds Allé. |
| Ca. 18-07-2022 - ca. 15-12-2022 | Omlægges i retning mod Buddinge st., så der køres direkte ad Nordre Fasanvej ved Nørrebro st. Omlægningen skyldes vejarbejde. |
| 23-09-2022 - ca. 23-10-2022     | Omlægges i retning mod Friheden st. ad Roskildevej - Ålholmvej - Vigerslevvej - Vigerslev Allé. Omlægningen skyldes spærring af Toftegårds Allé. |
| 30-05-2023 - ca. 18-08-2023     | Omlægges i retning mod Buddinge st. ad Buddinge Hovedgade - Klausdalsbrovej. Omlægningen skyldes letbanearbejde. |
| 24-07-2023 - ca. 04-12-2023     | Omlægges i retning mod Buddinge st. ad Valby Langgade - Pile Allé - Roskildevej. |
| 15-07-2024 - ca. 20-09-2024     | Omlægges i retning mod Friheden st. ad Gladsaxe Ringvej - Gladsaxe Møllevej - Vandtårnsvej. Omlægningen skyldes letbanearbejde. I modsat retning omlægges linjen ad Maglegårdsvej - Vandtårnsvej fra 22. juli 2024 på grund af fjernvarmearbejde. |
| 24-09-2024 - ca. 16-11-2024     | Omlægges ad Vandtårnsvej - Gladsaxe Møllevej til endestation på Gladsaxe Trafikplads i stedet for Buddinge st. Omlægningen skyldes letbanearbejde. |
| 23-10-2024 - ca. 20-12-2024     | Omlægges ad Lundtoftegade - Borups Allé i retning mod Friheden st. Omlægningen skyldes vejarbejde. |